# Bulbophyllum apiculatum
Bulbophyllum apiculatum é uma espécie de orquídea (família Orchidaceae) pertencente ao gênero Bulbophyllum. Foi descrita por Rudolf Schlechter em 1913.